# Skin (canción de Sabrina Carpenter)
«Skin» es una canción de la cantante estadounidense Sabrina Carpenter. Fue lanzado a través de Island Records el 22 de enero de 2021. es una balada de synth-pop.   
La canción marca su primer lanzamiento con Island después de haber firmado previamente con Hollywood Records desde 2014. Fue escrita por Carpenter, Tia Scola y su productor Ryan McMahon.

## Composición
«Skin» es una balada synth-pop con una duración de dos minutos y cincuenta y siete segundos. Fue escrito por Carpenter, Tia Scola y Ryan McMahon. McMahon también se encargó de la producción de la canción. «Skin» está compuesto en tono de sol mayor y tiene un tempo de 105 BPM. Utiliza tiempo compuesto doce octavas en versos y tiempo común cuatro cuartos en cualquier otro lugar con una progresión de acordes de Em-DGBCD.
Varias publicaciones sugirieron que la letra se centra en el muy publicitado «triángulo amoroso» entre Carpenter, Olivia Rodrigo y Joshua Bassett, haciéndose pasar por una respuesta al sencillo «Drivers License» de Rodrigo. Desde entonces, Carpenter ha negado la afirmación de que la canción es una pista falsa, explicando que no está «llamando a una sola persona». Carpenter ha declarado que: 
«La gente siempre hará una narrativa de algo [...] y creo que esta fue una canción realmente interesante para que la gente la malinterpretara y la convirtiera en algo que en realidad no se suponía que fuera en primer lugar».

## Desempeño comercial
La semana de su lanzamiento, «Skin» debutó en el puesto 48 en el Billboard Hot 100, lo que lo convirtió en el debut más alto en la lista de la semana. La canción también marcó la primera entrada de Carpenter en el Hot 100 con sus sencillos anteriores «Thumbs» y «Why» en las listas de Bubbling Under Hot 100 en los números uno y veintiuno respectivamente. La canción alcanzó el número uno en Nueva Zelanda y alcanzó su punto máximo en el top 30 en el Reino Unido.

## Video musical
El video musical de «Skin» fue dirigido por Jason Lester y lanzado el 1 de febrero de 2021. El video musical de 3 minutos de duración presenta una aparición de Gavin Leatherwood, quien interpreta al interés amoroso de Carpenter.

## Actuaciones en vivo
Carpenter interpretó la canción en vivo en The Late Late Show with James Corden. También interpretó la canción en los GLAAD Media Awards de 2021. Durante esta actuación, Carpenter cantó frente a un montaje de videos con jóvenes transgénero apareciendo detrás de ella, «enviando un poderoso mensaje de amor y aceptación a la comunidad trans».

## Créditos y personal
Créditos adaptados de Tidal.
- Sabrina Carpenter - voz principal, composición, coros
- Ryan McMahon - producción, composición, programación, ingeniería de grabación
- Tia Scola - composición de canciones
- Kevin Reeves - maestro
- George Seara - mezclador

## Posicionamiento en las listas
| listas (2021)                               | posición |
| ------------------------------------------- | -------- |
| Australia (ARIA)                            | 61       |
| Austria (Ö3 Austria Top 40)                 | 62       |
| Bélgica (Flandes) (Ultratip Bubbling Under) | 41       |
| Canadá (Canadian Hot 100)                   | 36       |
| República Dominicana Anglo (Monitor Latino) | 20       |
| Global 200 (Billboard)                      | 33       |
| Grecia (IFPI)                               | 73       |
| Irlanda (IRMA)                              | 12       |
| Países Bajos (Dutch Top 40 Tipparade)       | 19       |
| Países Bajos (Mega Single Top 100)          | 78       |
| Nueva Zelanda Hot Singles (RMNZ)            | 1        |
| Portugal (AFP)                              | 66       |
| Singapur (RIAS)                             | 21       |
| Suiza (Schweizer Hitparade)                 | 99       |
| Reino Unido (UK Singles Chart)              | 28       |
| Estados Unidos (Billboard Hot 100)          | 48       |
| Estados Unidos (Mainstream Top 40)          | 30       |

## Historial de lanzamiento
| Región         | Fecha               | Formato                      | Discográfica      | Ref.   |
| -------------- | ------------------- | ---------------------------- | ----------------- | ------ |
| Varios         | 22 de enero de 2021 | Descarga digital y streaming | Island            |        |
| Estados Unidos | 26 de enero de 2021 | Contemporary hit radio       | Island y Republic | [ 35 ] |